# 1846 год в науке
В 1846 году были различные научные и технологические события, некоторые из которых представлены ниже.

## События
- 16 мая — на Волге началась первая навигация парохода «Волга».
- 23 июня — бельгийский мастер Адольф Сакс получил патент на своё изобретение — новый духовой инструмент, названный в честь автора.
- 23 сентября — открыта планета Нептун.
- 16 октября — считается днём рождения анестезиологии: в главной больнице Массачусетса зубной врач William P. Morton впервые серным эфиром усыпил молодого человека, которому хирург John C. Warren произвёл операцию по удалению подчелюстной сосудистой опухоли.
- 21 декабря — шотландский хирург  Роберт Листон выполнил первую в Европе хирургическую операцию под современным наркозом с использованием эфира.

## Родились
- 5 января — немецкий философ-идеалист Рудольф Кристоф Эйкен, лауреат Нобелевской премии по литературе 1908 г.
- 1 марта — Василий Васильевич Докучаев — российский почвовед, испытатель природы, исследователь русского чернозёма
- 30 мая — русский ювелир Карл Фаберже.
- 17 июля — родился учёный-этнограф, путешественник Николай Николаевич Миклухо-Маклай.
- 6 октября — Джорж Вестингауз, американский промышленник, инженер и предприниматель. Изобретатель воздушных тормозов железнодорожного подвижного состава.

## Скончались
- 17 марта — Фридрих Вильгельм Бессель, астроном (род. 1784).
- 3 июля — Николай Алексеевич Полевой, русский историк, писатель, драматург, литературный и театральный критик (род. 1796).
- 24 августа — Иван Фёдорович Крузенштерн, русский мореплаватель, адмирал (1842), член-корреспондент (1803), почётный член (1806) Петербургской Академии наук (род. 1770).
- 25 августа — Джузеппе Ачерби, итальянский естествоиспытатель, путешественник, писатель, археолог, дипломат и этнограф (род. 1773).